# Osoriella tahela
Osoriella tahela là một loài nhện trong họ Anyphaenidae.
Loài này thuộc chi Osoriella. Osoriella tahela được Antonio D. Brescovit miêu tả năm 1998.